# محمد مدور
الدكتور محمد رضا مدور  (الإسكندرية، 27 سبتمبر 1893 ـ القاهرة، 9 ديسمبر 1973) هو فلكي مصري، كان مديرًا لمرصد حلوان.

## حياته
عمل مدور بعد تخرجه في الهندسة المدنية في وظائف الري ومصلحة الطبيعيات التي كان يتبعها أيضًا مرصد حلوان، وفي سنة 1926 حصل على درجة الدكتوراه في الفلك من جامعة إدنبرة وظل منذ ذلك الحين يعمل بالفلك، فشارك في أخذ أرصاد بمرصد حلوان أدت إلى اكتشاف كوكب بلوتو، وقد صار مدور مديرًا لمرصد حلوان من سنة 1934 إلى سنة 1953، وفي غضون ذلك أرسى أسس مرصد القطامية وظل يتابع خطوات تنفيذه حتى سنة 1963. ويرجع إلى مدور الفضل الأكبر في إنشاء قسم الفلك بجامعة القاهرة، حيث ظل يعمل حتى وفاته.

## عضوية الجمعيات العلمية
كان مدور عضوا في عدد من الاتحادات العلمية كثيرة منها الاتحاد الدولي الفلكي، وقد رأس الاتحاد العلمي المصري لعدة سنوات، وكان عضوًا بالجمعية الرياضية الطبيعية. انتُخب مدور زميلًا بالجمعية الملكية في إدنبرة في 14 مارس 1927، وظل زميلًا حتى رُفع اسمه من قائمة زملاء الجمعية في العام 1956/1957.

## من مؤلفاته
- الفلك العام[1]

## الجوائز والتكريم
- جائزة الدولة التقديرية سنة 1966.[1]